# 金州 (陝西省)
金州（きんしゅう）は、中国にかつて存在した州。南北朝時代から明代にかけて、現在の陝西省安康市一帯に設置された。

## 魏晋南北朝時代
古来は梁州の管轄地域であった。南朝梁により梁州から南梁州が分割された。552年（廃帝元年）、西魏の王雄が南朝梁から上津郡と魏興郡を奪い、魏興郡の地に東梁州を置かれた。554年（廃帝3年）、東梁州は金州と改称された。

## 隋代
隋初には、金州は3郡3県を管轄した。583年（開皇3年）、金州の属郡の魏興郡・吉安郡・洵陽郡が廃止された。605年（大業元年）、直州が廃止され、その管轄地域が金州に統合された。606年（大業2年）、上州が廃止され、その管轄地域が金州に統合された。607年（大業3年）に州が廃止されて郡が置かれると、金州は西城郡と改称され、下部に6県を管轄した。隋代の行政区分に関しては下表を参照。
| 隋代の行政区画変遷 | 隋代の行政区画変遷 | 隋代の行政区画変遷 | 隋代の行政区画変遷 | 隋代の行政区画変遷 | 隋代の行政区画変遷 | 隋代の行政区画変遷 | 隋代の行政区画変遷 | 隋代の行政区画変遷 | 隋代の行政区画変遷                        | 隋代の行政区画変遷 |
| 区分               | 開皇元年           | 開皇元年           | 開皇元年           | 開皇元年           | 開皇元年           | 開皇元年           | 開皇元年           | 区分               | 大業3年                                   |                    |
| ------------------ | ------------------ | ------------------ | ------------------ | ------------------ | ------------------ | ------------------ | ------------------ | ------------------ | ----------------------------------------- | ------------------ |
| 州                 | 金州               | 金州               | 金州               | 直州               | 直州               | 直州               | 上州               | 郡                 | 西城郡                                    |                    |
| 郡                 | 魏興郡             | 吉安郡             | 洵陽郡             | 安康郡             | 忠誠郡             | 金城郡             | 上甲郡             | 県                 | 金川県 洵陽県 寧都県 石泉県 黄土県 豊利県 |                    |
| 県                 | 西城県             | 吉安県             | 洵陽県             | 寧都県             | 石泉県 魏寧県      | 直城県             | 黄土県 豊利県      | 県                 | 金川県 洵陽県 寧都県 石泉県 黄土県 豊利県 |                    |

## 唐代
618年（武徳元年）、唐により西城郡は金州と改められた。742年（天宝元年）、金州は安康郡と改称された。757年（至徳2載）、安康郡は漢南郡と改称された。758年（乾元元年）、漢南郡は金州の称にもどされた。金州は山南西道に属し、西城・洵陽・淯陽・石泉・漢陰・平利の6県を管轄した。

## 宋代
967年（乾徳5年）、北宋により金州に昭化軍節度が置かれた。金州は京西南路に属し、西城・洵陽・石泉・漢陰・平利の5県を管轄した。

## 元代
元のとき、金州は興元路に属し、属県を持たない散州となった。

## 明代
1370年（洪武3年）、明により金州は漢中府に属した。1372年（洪武5年）、平利・石泉・洵陽の3県が金州に属した。後に漢陰・白河・紫陽の3県が加増された。1583年（万暦11年）、甚大な洪水被害を受けた金州城は放棄され、旧城南方の趙台山山麓に新城を建築、現在の安康市漢浜区の基礎が築かれた。また新城への移転に際し金州は興安州と改称された。

## 清代以降
1782年（乾隆47年）、清により興安州は興安府に昇格した。興安府は陝西省に属し、安康・平利・石泉・洵陽・白河・紫陽の6県と漢陰庁を管轄した。
1913年、中華民国により興安府は廃止された。